# مجندة
مجندة هي قرية في مقاطعة مشكين شهر، إيران. عدد سكان هذه القرية هو 1,221 في سنة 2006.